# Filemon Perez
Filemon E. Perez (Lucena, 21 maart 1883 - 20 mei 1943) was een Filipijns politicus

## Biografie
Filemon Perez werd geboren op 21 maart 1883 in Lucena, de hoofdstad van de provincie Tayabas, het tegenwoordige Quezon. Hij was het enige kind van kokosnoot-plantagehouder Simeon Perez en Victoria Enriquez. Vanaf vierjarige leeftijd volgde Perez onderwijs aan de katholieke school van Lucena, waar hij werd onderwezen door de lokale priester Mariano Zamora. In 1890 begon hij aan zijn middelbareschoolopleiding aan de Ateneo de Manila. Gedurende de tweede fase van de Filipijnse revolutie sloot Perez zich ondanks het feit dat hij nog minderjarig was aan bij de revolutionaire beweging. Hij diende onder generaal Miguel Malvar. Later vervolgde hij zijn studie aan de Ateneo de Manila weer, waarna hij in 1901 zijn Bachelor of Arts-diploma behaalde. Aansluitend vertrok Perez naar de Verenigde Staten, waar hij aan de University of California zijn zowel een bachelor- als master-opleiding rechten voltooide.
Perez keerde in 1905 terug in de Filipijnen. In 1907 werd hij gekozen als lid van de raad van de provincie Tayabas. De verkiezingen erna werd hij herkozen. Bij de verkiezingen van 1909 werd Perez gekozen tot afgevaardigde namens het 1e kiesdistrict van Tayabas. In 1912 volgde een herverkiezing met een termijn tot en met 1916. Drie jaar later werd Perez gekozen tot gouverneur van de provincie Tayabas. Bij de verkiezingen van 1922 en die van 1925 werd hij herkozen. Tijdens zijn periode als gouverneur werd Lucena flink opgeknapt en werden scholen en betere wegen gebouwd. Ook was hij verantwoordelijk voor de bouw van het provinciehuis in Lucena in 1924 en de aanleg van het park eromheen een park aangelegd in Lucena op een door zijn vader gedoneerd stuk land. Na afloop van zijn derde termijn werd Perez in 1928 door gouverneur-generaal van de Filipijnen Henry Stimson benoemd tot minister van Handel en Communicatie. In zijn periode als minister die duurde tot 1933 zette hij zich in voor minder corruptie binnen zijn departement. Vlak voor de uitbraak van de Tweede Wereldoorlog emigreerde Perez wegens gezondheidsredenen naar de Verenigde Staten.
Daar overleed hij in 1943 op 60-jarige leeftijd aan de gevolgen van maagkanker in het Johns Hopkins Hospital in de Amerikaanse stad Baltimore. Hij was getrouwd met Genoveva Villaseñor. Met haar kreeg hij twee dochters genaamd Paz en Belen.